# Liste der Monuments historiques in Baracé
Die Liste der Monuments historiques in Baracé führt die Monuments historiques in der französischen Gemeinde Baracé auf.

## Liste der Objekte
| Bezeichnung               | Beschreibung                              | Standort                      | Kennzeichnung | Schutzstatus | Datum | Bild |
| ------------------------- | ----------------------------------------- | ----------------------------- | ------------- | ------------ | ----- | ---- |
| Skulptur eines Bischofs   | Stein, polychrom gefasst, 18. Jahrhundert | in der Kirche St-Aubin (Lage) | PM49002584    | Inscrit      | 1979  |      |
| Skulptur Madonna mit Kind | Stein, polychrom gefasst, 18. Jahrhundert | in der Kirche St-Aubin (Lage) | PM49002585    | Inscrit      | 1979  |      |